# Bascous
Bascous is een gemeente in het Franse departement Gers (regio Occitanie) en telt 153 inwoners (1999). De plaats maakt deel uit van het arrondissement Condom.
In het centrum ligt het 16e-eeuwse kasteel van Bascous, waar tot de Franse Revolutie de heren van Bascous huisden. Het dorp ligt op de historische grens tussen de graafschappen Fezensac en Armagnac.

## Geografie
De oppervlakte van Bascous bedraagt 10,3 km², de bevolkingsdichtheid is 14,9 inwoners per km².
Bascous ligt in Bas Armagnac.
De onderstaande kaart toont de ligging van Bascous met de belangrijkste infrastructuur en aangrenzende gemeenten.

## Demografie
Onderstaande figuur toont het verloop van het inwonertal (bron: INSEE-tellingen).